# Injustice (film)
Pour plus de détails, voir Fiche technique et Distribution.
Injustice est un film d'animation américain, réalisé par Matt Peters, sorti directement en vidéo en 2021, 45e film de la collection DC Universe Animated Original Movies.
Le film est une adaptation du comics Injustice : Les dieux sont parmi nous de Tom Taylor servant de préquelle au jeu vidéo Injustice : Les dieux sont parmi nous sorti en 2013.

## Synopsis
Dans un univers alternatif, le Joker, fatigué de perdre contre Batman, décide de frapper un grand coup à Metropolis. Après avoir commis plusieurs méfaits, il tue Jimmy Olsen et enlève Lois Lane, enceinte de Superman, avant de détourner un sous-marin nucléaire dont il a subtilisé une des ogives nucléaires. Mais quand Superman tente de l'arrêter, il tombe dans le piège du Joker. Ce dernier a volé de la kryptonite, ainsi que du gaz hallucinogène de l'Épouvantail (qu'il a également liquidé), et les a combiné pour faire croire à Superman qu'il affrontait Doomsday, sauf que c'est en réalité Lois que Superman tue. Grâce à un capteur cardiaque relié au détonateur, la mort de Lois et de son enfant entraîne la détonation de l'ogive cachée en plein milieu de Metropolis ; l'explosion en résultant provoque la mort de 11 millions de personnes.
Fou de rage et de chagrin, Superman exécute le Joker puis il prend le contrôle de la Terre pour imposer sa vision de la paix à l'humanité. Ces actes provoquent un schisme au sein de la Ligue des justiciers entre trois factions : les partisans de l'action radicale réunis autour de Superman, les partisans de la modération menés par Batman, et ceux qui refusent de s'impliquer dans ces dissensions et démissionnent purement et simplement de la Ligue. Face aux oppositions soulevées par sa politique, Superman prend des décisions de plus en plus radicales et les cadavres s'accumulent. Dès lors, Batman doit se résoudre à fonder une insurrection pour arrêter Superman et sa folie avec des alliés peu orthodoxes et par des moyens de plus en plus risqués.

## Fiche technique
Sauf indication contraire, les informations mentionnées dans cette section peuvent être confirmées par la base de données cinématographiques IMDb,  présente dans la section « Liens externes ».
- Titre original : Injustice
- Réalisation : Matt Peters
- Scénario : Ernie Altbacker, d'après Injustice : Les dieux sont parmi nous et les personnages de DC Comics
- Musique : Robert J. Kral
- Direction artistique du doublage original : Wes Gleason
- Montage : Craig Paulsen
- Animation : NE4U
- Production : James Krieg, Rick Morales et Ian Rodgers

Production déléguée : Sam Register et Michelle Papandrew
- Sociétés de production : Warner Bros. Animation et DC Entertainment
- Société de distribution : Warner Bros. Home Entertainment
- Budget : n/a
- Pays de production :  États-Unis
- Langue originale : anglais
- Format : couleur
- Genre : animation, super-héros
- Durée : 78 minutes
- Dates de sortie :
  - États-Unis : 19 octobre 2021
  - France : 20 octobre 2021[1]
- Classification :
  - États-Unis : R (interdit -17 ans)
  - France : Accord parental (interdit -12 ans)

## Distribution
- Justin Hartley (VF : Thibaut Lacour) : Superman
- Anson Mount (VF : Adrien Antoine) : Batman
- Laura Bailey (VF : Véronique Augereau et Sophie Riffont) : Lois Lane et Rama Kushna
- Zach Callison (VF : Gabriel Bismuth-Bienaimé et ?) : Damian Wayne / Robin et Jimmy Olsen
- Brian T. Delaney (VF : Serge Faliu) : Hal Jordan / Green Lantern
- Brandon Micheal Hall (VF : Daniel Njo Lobé) :  Cyborg
- Edwin Hodge (VF : Eilias Changuel et ?) : Mr. Terrific et Killer Croc
- Oliver Hudson (VF : Fabrice Lelyon) : Plastic Man
- Gillian Jacobs (VF : Kelvine Dumour) : Harley Quinn
- Yuri Lowenthal (VF : Emmanuel Curtil, Christophe Lemoine et ?) : Evan McCulloch / Mirror Master, Barry Allen / Flash et Shazam
- Derek Phillips (VF : Mathias Kozlowski et Cédric Dumond) : Nightwing et Aquaman
- Kevin Pollak (VF : Stéphane Ronchewski et Laurent Morteau) : le Joker et Jonathan Kent
- Anika Noni Rose (VF : Françoise Cadol) : Catwoman
- Reid Scott (VF : Sylvain Agaësse et ?) : Green Arrow et Victor Zsasz
- Faran Tahir (VF : Bernard Métraux) : Ra's al Ghul
- Fred Tatasciore : Captain Atom
- Janet Varney (VF : Véronique Desmadryl) : Wonder Woman
Version française
  - Société de doublage : Deluxe
  - Direction artistique : Stanislas Forlani
  - Adaptation : Jérôme Dalotel